# Ixtab

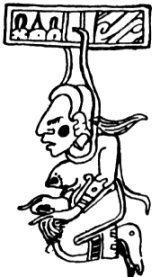
Antigua representación de la diosa Ixtab del Códice de Dresde. Hoy la comunidad académica la reconoce como la Ix Sak Uh o deidad de la luna.

Ixtab, también llamada Xtab o Ix Tab, "la de la cuerda", era una interpretación que sostenía la existencia de una diosa del suicidio, y entre otros mitos, se añadió posteriormente esposa del dios de la muerte, Chamer o Ah Puch, en la mitología maya. Ixtab es el nombre maya de una mujer mitológica, argumentando una lectura el Códice de Dresde. Estas ideas, aunque muy ancladas en el imaginario popular, tanto la lectura del códice mencionado como nuevas investigaciones desmienten esa idea, producto de una mala interpretación a inicios del siglo XX. 
A continuación, se enuncian algunas ideas que acompañaron estas interpretaciones pasadas sobre lo que se entendía fue la supuesta divinidad asociada a la muerte usando la horca. Se le relacionaba con la vida futura en el paraíso y los suicidas por ahorcamiento recibían su protección. En la tradición maya, se consideraba el suicidio como una manera extremadamente honorable de morir, a un nivel similar al de las víctimas humanas de sacrificios, guerreros caídos en batalla, mujeres muertas de parto, o sacerdotes.
Ixtab era comúnmente representada como un cadáver parcialmente descompuesto con los ojos cerrados, colgando de un árbol. Su papel como divinidad era el de proteger a los suicidas, acompañándolos y guiándolos a un paraíso especial. A este papel se le llama psicopompo o guía de almas.
También se dice que es una diosa de doble moral, ya que, si bien es o fue vista como una diosa benigna, protectora de los suicidas, también es más vista como un espíritu maligno que seduce a los hombres en la forma de una hermosa y atractiva mujer para luego matarlos al revelar su apariencia demoníaca. De aquí parece surgir la leyenda de la Xtabay.
A pesar de la gran aceptación que goza en la cultura popular la anterior descripción, nuevos estudios han demostrado que se trató de una mala interpretación, debido a que a inicios del siglo XX, todavía no se contaban con los elementos para el desciframiento de la escritura maya, por lo que, se entendía esa situación.

### Las nuevas evidencias en arqueología y la demostración de la falsedad de su existencia
En anteriores trabajos académicos, se comenzó a cuestionar la existencia de tal deidad, partiendo de que las lecturas de códices, murales y vasijas en las que, no se encontró evidencia de su existencia ni mención alguna. Uno de los primeros trabajos académicos en ponerlo en tela de duda, fue propuesto por Beatriz Reyes - Foster y Rachael Kangas, en las que enuncian que, desde documentos etnohistóricos es muy difícil sostenerlo, ya que sus escasas menciones en aquellos documentos históricos (hechos por misioneros) no tenían rasgos consistentes y en arqueología, las lecturas recientes siguen sin demostrarlo.
Otras investigaciones en el campo histórico, arqueológico y etnográfico, no sólo han puesto en duda, sino que han ofrecido explicaciones claras sobre cómo se gestó este conocimiento popular, partiendo desde su incapacidad de existir desde tiempos prehispánicos así como de los múltiples problemas que genera en el campo de la psicología y psiquiatría al seguirlo mencionando, como el ofrecido por los investigadores Damaris Estrella (Universidad Autónoma de Yucatán y Orlando Casares (Instituto Nacional de Antropología e Historia); el de la dimensión histórica, en la que Sara Álvarez de la Universidad de Salamanca, España, nos explica las razones políticas con las que esta información fue presentada por Fray Diego de Landa en su ambiciosa empresa inquisitoria y como tal, llevado de regreso a España para explicar qué estaba pasando en un tiempo que repentinamente comenzaron a proliferar suicidios y posteriormente de Alberto Ramírez de la Universidad Autónoma de México, que nos presenta un panorama histórico - sociológico de las razones infundadas por las que la visión del suicidio entre los mayas no sólo no es concordante con la idea falsa de una deidad del mismo, sino que sus significados son otros y como tal, esta visión y uso de "Ixtab" revela profundas raíces racistas entre la población peninsular que sigue difundiendo tal idea sin sustento